# Haris Hyseni
Haris Hyseni (auch Huseni; * 14. September 1992 in Kosovska Mitrovica, BR Jugoslawien) ist ein deutsch-kosovarischer Fußballspieler. Der Stürmer steht beim SV Drochtersen/Assel unter Vertrag.

## Karriere
Hyseni begann seine Karriere beim SC Cismar und spielte danach für die Jugend des TSV Neustadt in Holstein und Eutin 08. Im Januar 2011 wechselte er zum NTSV Strand 08, mit dem er in der fünftklassigen Schleswig-Holstein-Liga spielte. Nach einem Jahr ging er zum Ligakonkurrenten VfR Neumünster, mit dem er in derselben Saison den Aufstieg in die Regionalliga Nord feiern konnte. Nach zwei Regionalligaeinsätzen wurde Hysenis Vertrag am 30. September 2012 aufgelöst und er war bis zum Jahresende vereinslos, ehe er sich dem VfB Lübeck anschloss. Dort kam er in einem halben Jahr auf zwei Einsätze in der Regionalliga Nord und verließ den Verein anschließend in Richtung SV Eichede. In Eichede entwickelte er sich zum Stammspieler und erzielte in der Saison 2013/14 14 Tore, die den Verein aber nicht vor dem Abstieg bewahren konnten. Hyseni wechselte zur zweiten Mannschaft von Eintracht Braunschweig, mit der er wieder in der Regionalliga Nord spielt. Am 18. April 2015 kam er bei der 1:2-Niederlage beim VfR Aalen erstmals in der ersten Mannschaft in der 2. Bundesliga zum Einsatz, als er in der 59. Minute für Jan Hochscheidt eingewechselt wurde.
Im Januar 2016 wechselte Hyseni zum Regionalligisten SSV Jahn Regensburg. Er unterschrieb einen Vertrag bis Saisonende, der sich jedoch aufgrund einer Klausel anschließend bis 2017 verlängerte. Er kam in der Spielzeit 13-mal zum Einsatz und gewann mit dem Verein die Meisterschaft. Nach erfolgreichen Aufstiegsspielen gegen die zweite Mannschaft des VfL Wolfsburg stieg er mit dem Team in die 3. Liga auf. Dort gelang ihm mit dem Team der Durchmarsch in die 2. Bundesliga. Die Saison 2017/18 spielte Hyseni auf Leihbasis beim SV Meppen.
In der Sommerpause 2019 schloss er sich dem Südwest-Regionalligisten SSV Ulm 1846 an. Ein Jahr später wechselte er zum Regionalligaaufsteiger 1. FC Phönix Lübeck.

## Erfolge
SSV Jahn Regensburg
- Aufstieg in die 3. Liga als Meister der Regionalliga Bayern: 2016
- Aufstieg in die 2. Bundesliga: 2017